# Селеченское сельское поселение
Селеченское сельское поселение — муниципальное образование в восточной части Суземского района Брянской области. Административный центр — село Селечня.
Образовано в результате проведения муниципальной реформы в 2005 году, путём преобразования дореформенного Селеченского сельсовета.

## Население
| 2010 | 2011 | 2012 | 2013 | 2014 | 2015 | 2016 | 2017 | 2018 |
| ---- | ---- | ---- | ---- | ---- | ---- | ---- | ---- | ---- |
| 670  | ↘669 | ↘641 | ↘604 | ↘584 | ↗589 | ↘578 | ↗585 | ↘571 |
| 2019 | 2020 | 2021 |      |      |      |      |      |      |
| ↘549 | ↘531 | ↘521 |      |      |      |      |      |      |

## Населённые пункты
| № | Населённый пункт | Тип     | Население |
| - | ---------------- | ------- | --------- |
| 1 | Селечня          | село    | ↘603      |
| 2 | Теребиково       | деревня | ↘1        |
| 3 | Ходынь           | посёлок | →0        |